# Taxa de fecundidade

Mapa de países por taxa de fecundidade

A taxa de fecundidade ou taxa de fertilidade é uma estimativa do número médio de filhos que uma mulher teria até o fim de seu período reprodutivo (45 anos em média), mantidas constantes as taxas observadas na referida data. Nesse sentido, esse indicador expressa a condição reprodutiva média das mulheres de um determinado local, sendo um dado importantíssimo para a análise da dinâmica demográfica. Conforme dados do Relatório sobre a Situação da População Mundial de 2010, do Fundo de População das Nações Unidas (Fnuap), a taxa de fecundidade é de 2,52 filhos por mulher. Esse resultado confirma uma tendência mundial de redução no número de filhos, pois segunda a teoria da Transição Demográfica todos os países tem a tendência a passarem por uma fase onde em 1960 a média de filhos era de 6,5 filhos por mulher e em 2022 a média é de 2,31 filhos.
Essa queda da taxa de fecundidade é consequência de vários fatores, tais como projetos de educação sexual, planejamento familiar, utilização de métodos contraceptivos, maior participação da mulher no mercado de trabalho, expansão da urbanização, entre outros. Para que a reposição populacional seja assegurada, a taxa de fecundidade não pode ser inferior a 2,1 filhos por mulher, pois as duas crianças substituem os pais e a fração 0,1 é necessária para compensar os indivíduos que morrem antes de atingir a idade reprodutiva. Por isto países como a Dinamarca tem estimulado um aumento no número de filhos por casal.
A Organização das Nações Unidas (ONU), baseada em dados de 2009, divulgou os seguintes resultados de fecundidade: Europa (1,52), Canadá e Estados Unidos (2,02), América Latina (2,17), Ásia (2,3), Oceania (2,42), África (4,45). No Brasil, em 2015, a taxa de fecundidade foi de 1,72 filho por mulher, o país ocupava a posição de número 158 entre os países com maior taxa de fecundidade. A projeção do IBGE é que em 2016 a taxa de fecundidade brasileira seja de 1,69 filho por mulher. Caso essa projeção se confirme o Brasil passaria a ocupar a posição número 173 entre os países com maior taxa de fecundidade.[carece de fontes?]

## No mundo
A taxa de fecundidade varia muito de país para país, sendo normalmente menor nos países desenvolvidos devido a uma maior reprodução de informação acerca de métodos contraceptivos e devido ao emprego e condições sociais e económicas.

### Década de 1960
No início da década de sessenta a média mundial era de 4,92 filhos por mulher, o valor começou a diminuir na segunda metade dessa década, para 4,73 em 1970, é de lembrar que esta década coincidiu com o início do uso da pílula, pois nessa década passaram de 50 mil utilizadoras em 1962 até 1 milhão em 1969. Já nessa década (os seguintes números são de 1960) a Alemanha tinha taxas de fecundidade de 2,37 e os Estados Unidos tinham uma elevada taxa de 3,65 filhos. A China tinha taxas de 5,47 filhos por mulher, esse valor atingiria o seu máximo em 1966 com valores perto dos seis filhos por mulher. O Níger tinha taxas de mais de 7 filhos e continua a ter, tendo hoje as mulheres daqueles país ligeiramente mais do que as de 1960, mas algo menos do que as de 1990. O Japão tinha taxas de fecundidade de apenas 2 filhos por mulher em 1960.

### Década de 1970
Durante a década de setenta os valores da taxa de fecundidade mundial desceram em um filho por mulher. Os valores da China diminuiram de 5,91 em 1966-67 para 2,63 em 1980. Nos Estados Unidos diminuiu para 1,84 em 1980, menos do que hoje. A Alemanha também passou a ter 1,44 filho por mulher. O Japão tinha 1,75. O Níger 7,7 filhos tendo aumentado. a taxa mundial era de 3,7 filhos por mulher.

### Década de 1980
Durante a década de 80 a taxa de fertilidade não diminuiu tanto, tendo inclusive aumentado no Níger, 7,81 filhos em 1990 e nos Estados Unidos, 2,08 filhos. Na China, manteve-se mais ou menos igual na primeira metade da década e depois desceu até 2,34 em 1990. Na Alemanha subiu uma centésima e no Japão desceu até 1,42.

### Década de 1990
Nesta década a fertilidade mundial desceu um pouco mais que na década anterior, década em que desceu 0,46 filho por mulher. Nesta década desceu 0,56 filho para 2,68 em 2000. Em 2000 a taxa era de 7,5 no Níger, 2,06 nos Estados Unidos, 1,74 na China, 1,38 na Alemanha e 1,36 no Japão. Nesta década a Alemanha fez uma pequena recuperação e os Estados Unidos aproximaram do Mundo neste valor.

### Década de 2000
Em 2010 a fertilidade mundial era de 2,45.

## Por regiões mundiais

### Ásia Oriental e Pacífico
A taxa de fecundidade da Ásia Oriental e outros países do Pacífico, era em 1960 de 5,62 filhos por mulher. Sendo a China o país mais populoso desta região a sua taxa de fertilidade influencia muito esta zona do mundo. Em 1960 a diferença era de apenas 0,13 filhos.
Como esta região do mundo é muito populosa, o aumento da sua taxa de fertilidade até ao ano de 1965 (5,91 filhos por mulher), fez com que juntamente com um muito pequeno aumento na África Subsariana, a a fertilidade no mundo subisse 0,04 filho por mulher.
Nos 5 anos seguintes a taxa desceu até 5,59 (em 1970), até 1980 desceu a uma taxa estonteante até passar a ser 3,16 filhos, menos que a taxa de fertilidade no mundo nessa época. A taxa de fertilidade chinesa diminuiu ainda mais nessa época (explicando em grande parte porque a taxa da Ásia Oriental e Pacífico diminuiu tanto também.
Na década de 1980 a velocidade de diminuição da taxa foi muito menor, até 1985 diminuiu pouco, mas passou a barreira do 3 filhos por mulher (2,99 filhos nesse ano). Depois até 1990 diminuiu mais rapidamente até 2,61 filhos por mulher. Até 2000 desceu até passar o valor de renovação das gerações (valor de 2,1) em 1997 e em 2000 ser já menos de 2, e ser já 1,99. Ou seja demorou 15 anos para passar de 3 para 2 filhos por mulher. De 5 para 4 foi 4 anos. Atualmente a taxa de fertilidade é 1,8 filho (no ano de 2010), tendo diminuído menos de 0,2 filho na década passada. Hoje é a região com menos filhos do mundo por mulher.

### Europa e Ásia Central
A taxa de fecundidade da Europa e Ásia Oriental era de 3,12 filhos por mulher em 1960. Desceu até 2,84 no ano de 1965, manteve relativamente estável até 1970 e desceu lentamente até 1981, tendo nesse ano uma taxa de 2,54 filhos. No ano de 1966 deixou de ser a região com menos filhos, sendo ultrapassada pela América do Norte, só em 1993 é que voltou a ser a região com menos filhos, mas em 2009 deixou de ser outra vez, ultrapassada pela Ásia Oriental e Pacífico.
De 1981 até 1983 subiu 0,08 a taxa, até ao ano 1985 desceu ligeiramente (até 2,57), e até 1987 voltou a subir, até 2,61 filhos por mulher. Até 1993 desceu a uma taxa mais ou menos constante, tendo nesse ano uma taxa de fertilidade de 1,98. A taxa continua a descer até 2001 (nesse ano era 1,62, o valor mais baixo de todas as regiões aqui descritas no período 1960-2010).
Na última década o valor cresceu lentamente, tendo diminuído ligeiramente em 2005 e continuando a crescer até 2009 (ano em que era de 1,82, o valor mais alto desde 1995 naquela região). Provavelmente devido à crise mundial o valor desceu 0,01 filho por mulher até 2010.

## Nos países lusófonos

### No Brasil
| até 2,10 filhos por mulher + 2,10 filhos por mulher (taxa de reposição populacional) + 2,55 filhos por mulher (média mundial) |

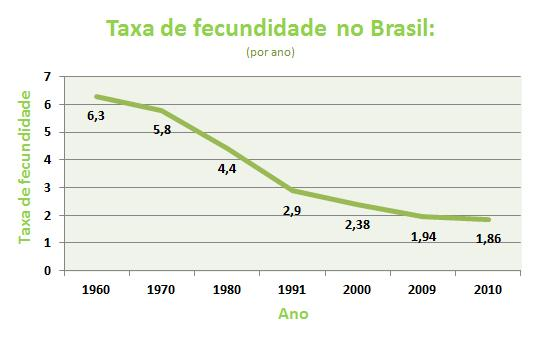
Taxa de fecundidade no Brasil

Mapa dos estados brasileiros por taxa de fecundidade.

Na década de 1960, a taxa de fecundidade era de cerca de 6 filhos por mulher, passando para 4,5 no final da década de 1970. Em 2015, conforme dados divulgados pelo Instituto Brasileiro de Geografia e Estatística (IBGE), a taxa média de fecundidade no Brasil é de 1,72 filho por mulher, semelhante à dos países desenvolvidos e abaixo da taxa de reposição populacional, que é de 2,1 filhos por mulher – duas crianças substituem os pais e a fração 0,1 é necessária para compensar os indivíduos que morrem antes de atingir a idade reprodutiva. Esse índice sofre variações, caindo entre as mulheres de etnia branca e elevando-se entre as pardas. Tal variação está relacionada ao nível sócio-econômico desses segmentos populacionais; em geral, a população parda concentra-se nas camadas menos favorecidas social e economicamente, levando-se em conta a renda, a ocupação e o nível educacional, entre outros fatores.
Há também variações regionais: as taxas são menores no Sudeste (1,75 filho por mulher), no Sul (1,92 filho por mulher) e no Centro-Oeste (1,93 filho por mulher). No Nordeste a taxa de fecundidade é de 2,04 filhos por mulher, ainda abaixo da taxa de reposição populacional e semelhante à de alguns países desenvolvidos. A maior taxa de fecundidade do país é a da Região Norte (2,51 filhos por mulher), ainda assim abaixo da média mundial.[carece de fontes?]
A PNAD revelou a continuidade da tendência de envelhecimento da população brasileira. Entre a população na faixa etária de 0 a 24 anos, houve redução de 981 mil pessoas de 2008 para 2009. Entre entre aqueles de 25 a 59 anos, o aumento no contingente foi de 1 milhão de pessoas. A população de 60 anos de idade ou mais teve acréscimo de pessoas foi de 784 mil.

### Em Portugal
Portugal tinha em 1960 uma taxa de fecundidade de 3,01 filhos por mulher, valor que subiu até ao ano de 1962 onde chegou aos 3,21. O valor diminuiu quase todos os anos até 2,76 filhos em 1970, seguiu baixando geralmente até 1975. Em 1979 o valor da taxa tinha alcançado 2,11, aproximadamente o número médio necessário para o renovar das gerações. Subiu ligeiramente nos três anos seguintes até 2,19 e em seguida fez uma descida abrupta até 1,42 filho por mulher no ano de 1991. O valor sobe até 1993, até mais de 1,5 filho por mulher, voltando de seguida a descer até 1,38, que seria o valor mais baixo dos próximos 11 anos. Há uma recuperação gradual, até 1,55 filho, em 2000 o valor mais alto desde 1987. Até 2010, o valor segue geralmente descendo, com algumas pequenas subidas e estabilizações, chegando a 1,32 filho por mulher em 2010.
Em 2015 Portugal foi o país da União Europeia com a taxa de fertilidade mais baixa e aquele onde mais diminuiu o número de nascimentos entre 2001 e 2015. Em 2001 nasceram em Portugal 112 774 crianças e em 2015 o número desceu para 85 500. A taxa de fertilidade em Portugal passou de 1,45 crianças por mulher em 2001 para 1,31 em 2015.